# 田中冬星
田中 冬星（たなか とうせい、1961年3月12日 ‐ 2010年6月20日）は、日本の俳優、声優。身長182cm。
銀影社所属（最終所属）。以前は大沢事務所に所属していた。

## 生涯
1970年代より俳優として様々なテレビドラマや映画、演劇の出演をする傍ら、声優としてアニメやCMナレーションでも活躍していた。
2008年春、若い頃からの念願だった映画制作を行うために銀影社を設立するが、同年11月に末期癌に侵されていることが発覚。手術を行ったのち、治療しながら映画制作を行い、2009年11月7日に『ルナの子供』と『夜の影』を公開する。この映画には田中自身も出演している。
その後、2010年に入っても闘病生活を続けながら映画制作に携わるが、6月に入って容態が急変し、同年6月20日死去。享年49。

## 出演

### テレビドラマ
- 素敵にダマして
- 東京闇路 - 帝都のランドマークタワー-
- 土曜ワイド劇場「ヨットハーバー殺人事件」
- もう涙は見せない

### 映画
- 仕掛人梅安
- 青春の門
- 徳川一族の崩壊
- ミンボーの女（伊場木の子分）
- 夜の影
- ルナの子供

### テレビアニメ
- デビルマンレディー（1999年、カメラマン）
- 名探偵コナン（1999年、須鎌清日呂）

### ゲーム
- ケイン・ザ・バンパイア（1997年、メビウス）
- KOWLOON'S GATE -九龍風水傳-（1997年、老酒のカメ男）
- G.A.S.P!! 〜 Fighter’sNEXTream 〜（2003年、キラー・金剛）

### ドラマCD
- 星界の紋章 第III章 〜異郷への帰還〜（2000年、葬儀屋）

### CM
- NTTドコモ（マスター）
- すき家 高菜明太マヨ牛丼
- フィアットオートジャパン アルファ159
- Honda
- みずほ銀行 グリーンジャンボ宝くじ
- みずほ銀行 サマージャンボ宝くじ
- みずほ銀行 年末ジャンボ宝くじ
- リコー

### パチスロ
- テンカフブ（弓矢部隊、徳川家康）